# Departamento Lavalle (Mendoza)
Das Departamento Lavalle liegt im Nordosten der Provinz Mendoza im Westen Argentiniens und ist eine von 18 Verwaltungseinheiten der Provinz.
Es grenzt im Norden an die Provinz San Juan, im Osten an die Provinz San Luis, im Süden an die Departamentos La Paz, Santa Rosa, San Martín, Maipú und Guaymallén und im Westen an das Departamento Las Heras. 
Die Hauptstadt des Departamento Lavalle ist Villa Tulumaya. Sie liegt ca. 1.095 km von Buenos Aires entfernt.

## Distrikte
Das Departamento Lavalle ist in folgende Distrikte aufgeteilt:
- Costa de Araujo
- El Carmen
- El Chilcal
- El Plumero
- El Vergel
- Gustavo André
- Jocolí
- Jocolí Viejo
- La Asunción
- La Holanda
- La Palmera
- La Pega
- La Polvosa
- Las Violetas
- Lagunas del Rosario
- Paramillo
- San Francisco
- San José
- San Miguel
- Tres de Mayo
- Villa Tulumaya